# Universität Lüttich
Die Universität Lüttich (Abkürzung: ULiège, französisch Université de Liège) ist eine französischsprachige wallonische Universität mit Sitz in Lüttich, Belgien. Die Universität ist Mitglied im grenzüberschreitenden Hochschulverbund ALMA.

## Geschichte
Im Jahr 1582 wurde das Collège en Isle durch den Jesuitenorden eröffnet. Mit dessen Verbot 1773 wurden die Gebäude für ein Grand Collège und eine Académie genutzt. Daraus erwuchs die Universität.
Die Universität wurde im Jahre 1817, zur Zeit des Vereinigten Königreichs der Niederlande, unter König Wilhelm I. eröffnet. Der Akademiesaal wurde nach Plänen von Jean-Noël Chevron zwischen 1819 und 1824 aus wiederverwandten Steinen der alten Jesuitenkirche gebaut und befand sich in einem alten an der Maas gelegenen Kloster in der Stadtmitte Lüttichs – an der heutigen Place du Vingt Août (Platz des 20. August). Heute ist in diesem Gebäude die Verwaltung sowie die philosophische und literarische Fakultät untergebracht.

## Standorte und Organisation
Die Universität setzt sich aus 4 Campus in 3 Städten zusammen.
Der Campus Lüttich Innenstadt ist der älteste Campus der Universität und beherbergt, neben dem Rektorat und der Verwaltung, die Fakultäten Architektur, Philosophie und Literaturwissenschaften. In der Innenstadt liegt auch die Wirtschaftsuniversität HEC Liège (Hautes Études Commerciales), welche 2005 mit der Universität Lüttich fusioniert wurde.
Der inmitten von Wald gelegene Campus Lüttich Sart-Tilman, der im Jahr 1967 errichtet worden ist, befindet sich einige Kilometer südlich der Innenstadt und beherbergt die Fakultäten Rechtswissenschaften, Psychologie, Bildungswissenschaften, Medizin, Naturwissenschaften und Ingenieurwissenschaften. Hier befindet sich auch ein Freilichtmuseum, in dem moderne Werke der Bildhauerei zu sehen sind, sowie die Sportanlagen der Universität.
In der Stadt Gembloux, zwischen Namur und Brüssel gelegen, liegt der Campus Gembloux Agro-Bio Tech, welcher seit 2009 Teil der Universität ist. In diesem wird zu Agrarwissenschaften und Biotechnologie geforscht und gelehrt.
Der Campus Arlon Campus Environnement liegt in der südbelgischen Stadt Arlon, nahe der belgisch-luxemburgischen Grenze. Der Campus besteht seit 1971 und ist Teil der naturwissenschaftlichen Fakultät. Hier wird zu Umweltwissenschaften und Nachhaltigkeit geforscht.
Neben den 4 Campus bestehen weitere Forschungsstationen. Seit 1924 unterhält die Universität am Polleur-Venn eine wissenschaftliche Außenstation. Die am Vennrand liegende Wetterstation ist für Besucher zugänglich. Eine weitere Wetterstation der Universität besteht am Jungfraujoch in der Schweiz. Eine Forschungsstation für Meereskunde unterhält die Universität in Calvi auf der französischen Insel Korsika. Sternwarten bestehen im Rahmen des belgischen Trappist-Projekts im La-Silla-Observatorium in Chile, sowie in Marrakesch, Marokko. Im Rahmen des SPECULOOS-Projektes bestehen zudem Sternwarten im Paranal-Observatorium in Chile und auf dem Teide der spanischen Kanaren-Insel Teneriffa.

## Fakultäten

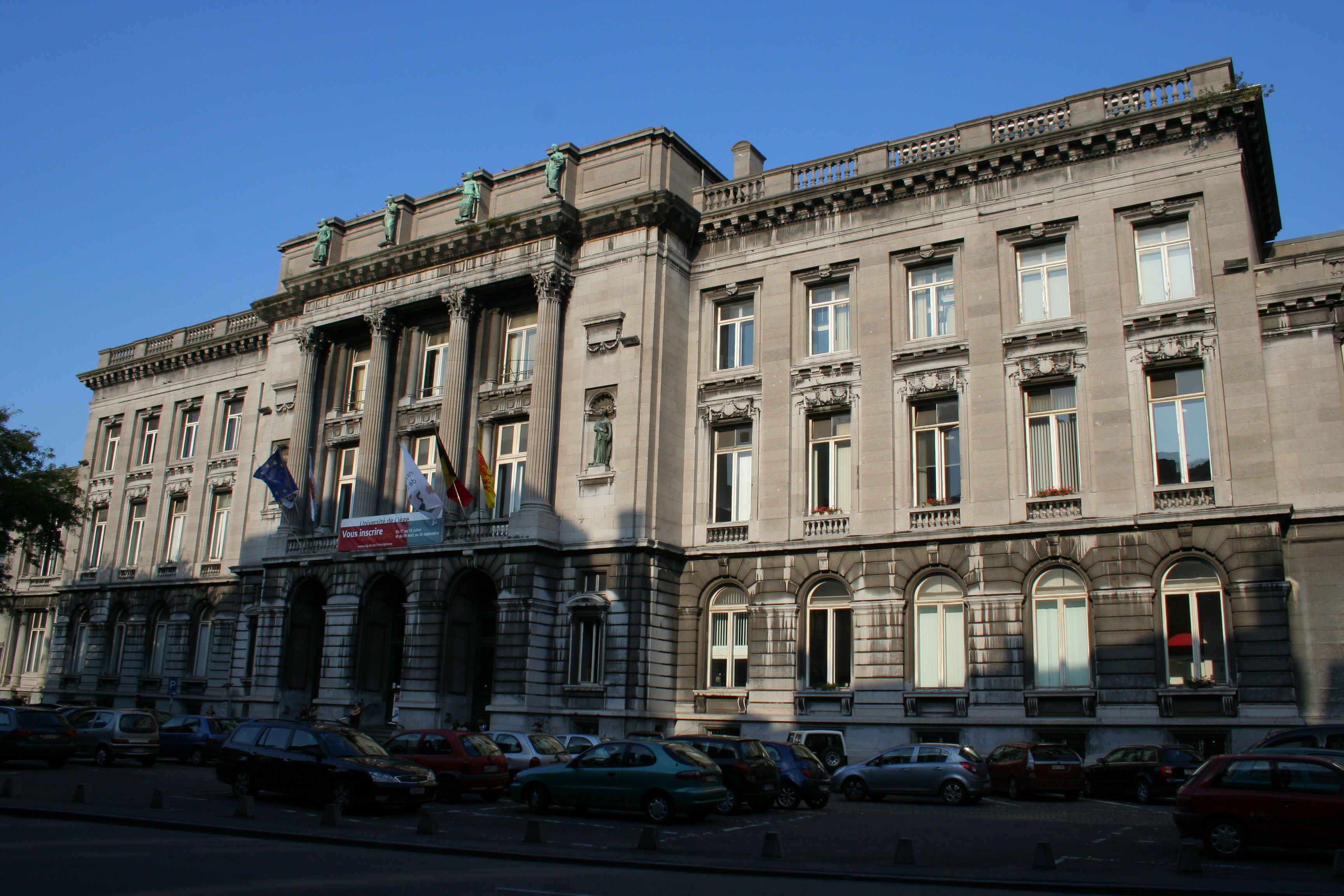
Hauptgebäude der Universität Lüttich

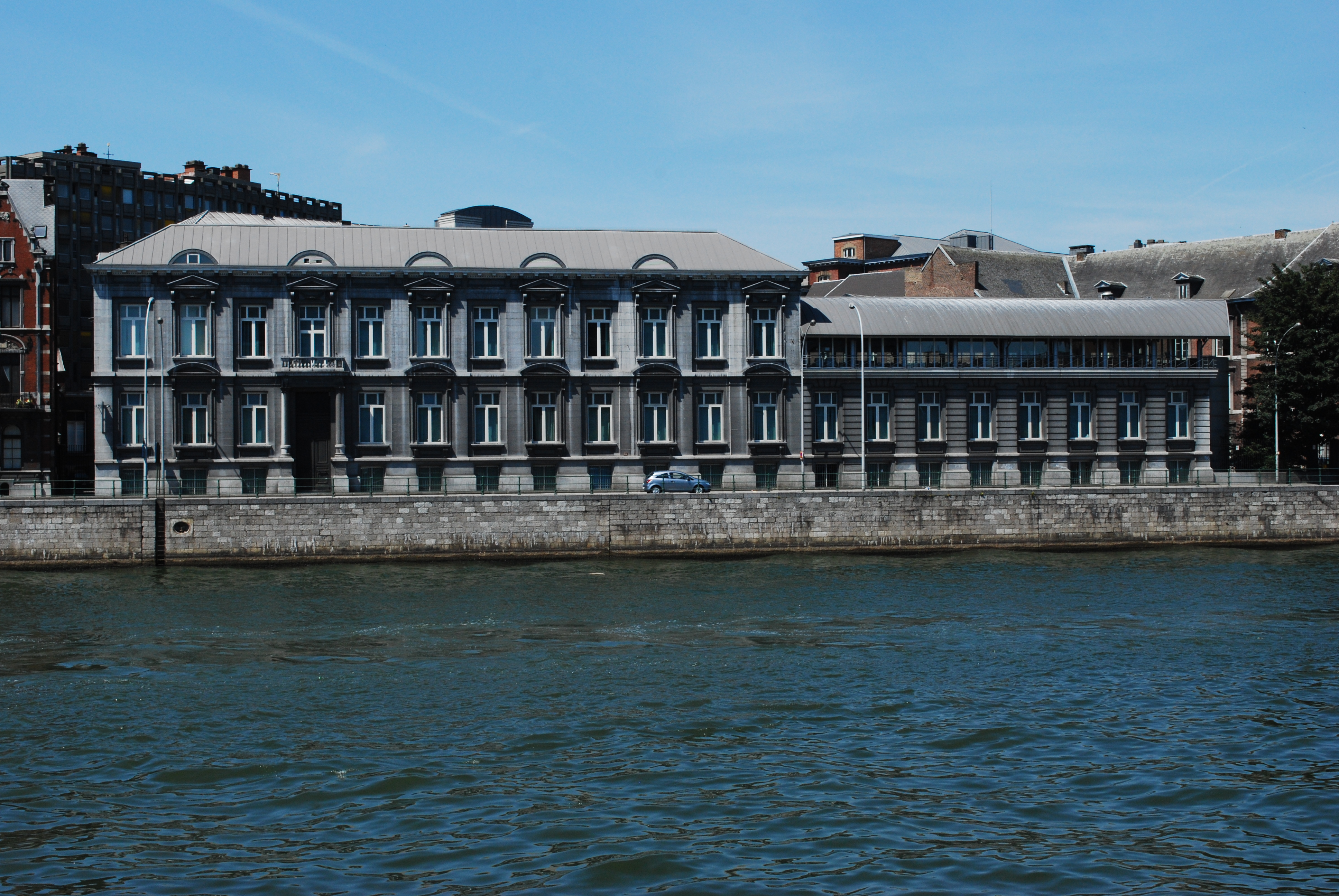
Revoviertes Gebäude des ehemaligen Jesuitenkollegs en Isle, heute Fakultät für Philosophie und Literatur

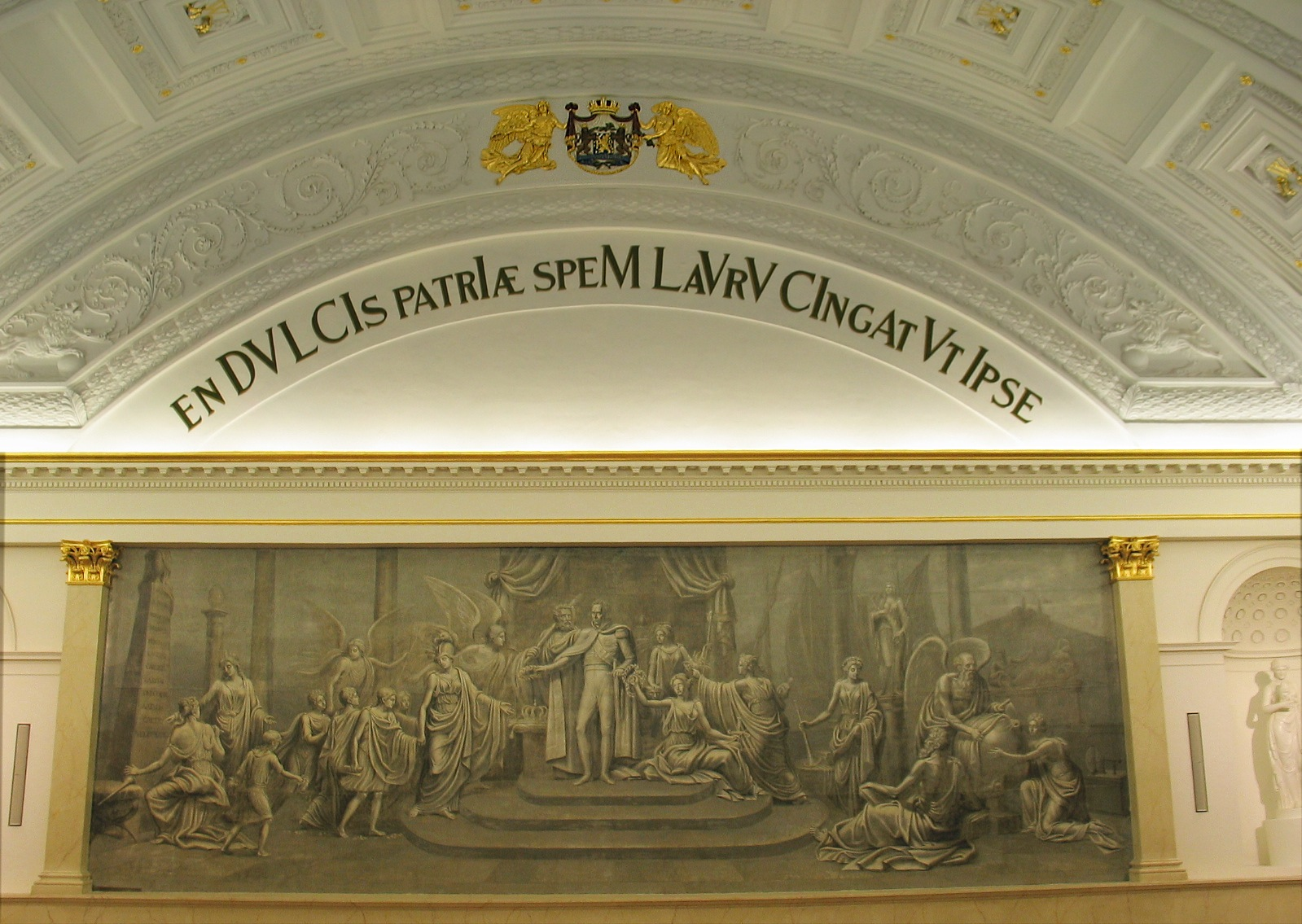
Fresko Aula ULiège

- Philosophie und Literaturwissenschaften
- Rechtswissenschaften und Kriminologie
- Naturwissenschaften
- Humanmedizin
- Veterinärmedizin
- Psychologie und Erziehungswissenschaften
- Ingenieurwissenschaften und Angewandte Wissenschaften
- Ökonomie und Management
- Geistes- und Sozialwissenschaften

## Bekannte Absolventen
- Édouard van Beneden (1846–1910), belgischer Entwicklungsbiologe und Cytologe
- Heinrich Bischoff (1867–1940), belgischer Germanist und Literaturkritiker
- Jean-Pierre und Luc Dardenne (* 1951 bzw. 1954), belgische Filmregisseure, Filmproduzenten und Drehbuchautoren
- Marcel De Corte (1905–1994), belgischer Philosoph
- Fernand Dehousse (1906–1976), belgischer Politiker
- Michèle Fabien (1945–1999), belgische Schriftstellerin, Übersetzerin und Dramaturgin
- Foumakoye Gado (* 1950), nigrischer Politiker
- Alexandre Galopin (1879–1944), belgischer Bankier und industrieller, Sohn des Rektors der Universität Lüttich Gérard Galopin (1849–1921)
- Maurice Grevisse (1895–1980), belgischer Grammatiker
- Mathieu Grosch (* 1950), belgischer Politiker, MdEP
- Pierre Harmel (1911–2009), belgischer Rechtsgelehrter und Politiker
- Dimitri Kosmowicz (1909–1991), belarussischer Nazikollaborateur
- Godefroid Kurth (1847–1916), belgischer Historiker
- Mamadou Kiari Liman-Tinguiri (* 1953), nigrischer Wirtschaftswissenschaftler und Diplomat
- Anne-Marie Lizin (1949–2015), belgische Politikerin
- Jean-Marie Piemme (* 1944), belgischer Dramaturg
- Henri Pirenne (1862–1935), belgischer Historiker
- Didier Reynders (* 1958), belgischer Politiker
- Léon Rosenfeld (1904–1974), belgischer Physiker
- Charles Augustin Sainte-Beuve (1804–1869), französischer Dichter und Kritiker
- Theodor Schwann (1810–1882), deutscher Physiologe
- Polydore Swings
- Haroun Tazieff (1914–1998), französischer Vulkanologe und Geologe
- Jean-François Tielemans (1799–1887), belgischer Politiker
- Robert Vivier (1894–1989), belgischer Dichter und Schriftsteller
- Claude Yserentant
- Stevan Marković (1860–1945), serbischer Wissenschaftler, Gründer der Fakultät für Elektrotechnik in Belgrad

## Ehrendoktoren
1990 wurde dem niederländischen Schriftsteller Willem Frederik Hermans wegen seiner Verdienste bezüglich der niederländischen Literatur von der Universität Lüttich ein Ehrendoktortitel verliehen. 1999 folgte Salman Rushdie. 2006 erhielten u. a. der US-amerikanische Mediziner Jean-Pierre Kinet, der deutsche Mediziner Gottfried Blaschke und der deutsche Physiker Dietrich Stauffer den Ehrendoktor.